# Unai Vergara
Unai Vergara Díez-Caballero ou somente Unai (Portugalete, 20 de janeiro de 1977) é um ex-futebolista profissional espanhol que atuava como defensor, medalhista olímpico.

## Carreira
Unai Vergara representou a Seleção Espanhola de Futebol, nas Olimpíadas de 2000, medalha de prata. 